# Lê Nghi Dân
Lê Nghi Dân (chữ Hán: 黎宜民 tháng 10 năm 1439 – 6 tháng 6 năm 1460), thường được gọi là Lệ Đức hầu (厲德侯), Lạng Sơn vương (諒山王), là vị hoàng đế thứ tư của triều đại Lê sơ trong lịch sử Việt Nam. Ông tiếm vị trong một thời gian ngắn, từ tháng 10 năm 1459 đến khi bị phế truất vào tháng 6 năm 1460, với niên hiệu là Thiên Hưng (天興). Đôi khi, ông cũng được gọi là Thiên Hưng Đế (天興帝).
Lê Nghi Dân sinh ra là con trưởng, trước kia từng được lập làm Hoàng thái tử, sau đó bị phế truất làm phiên vương do mẹ là Dương phi bị thất sủng và bị giáng làm thứ nhân. Em trai của ông là Lê Bang Cơ được lập làm Hoàng thái tử thay thế ông.
Về sau, Lê Nghi Dân làm binh biến, lật đổ em trai ông là Lê Nhân Tông, tự lập lên ngôi vị. Nhưng chưa tròn một năm, Lê Nghi Dân bị các đại thần lật đổ vì cho rằng ông không có tài cán và mang tội phản nghịch. Sau khi bị lật đổ, ông bị giáng làm Lệ Đức hầu và thường không được xem là vị quân chủ chính thống của nhà Hậu Lê.

## Thiếu thời
Lê Nghi Dân sinh vào tháng 10 năm 1439 tại Đông Kinh, là con trưởng của Lê Thái Tông, mẹ sinh là Ái phi Dương Thị Bí, người Thanh Hoa (Thanh Hóa). Bấy giờ trong các phi tần, Dương phi đang rất được Lê Thái Tông sủng ái.
Ngày 21 tháng 3, năm Canh Thân (1440), tức năm Đại Bảo thứ nhất, Lê Thái Tông lập Nghi Dân làm Hoàng thái tử. Có con trai là Thái tử, lại được Hoàng đế sủng ái, Dương phi dần có ý kiêu căng, Thái Tông biết được bèn giáng xuống làm Chiêu nghi, muốn cho Dương thị sửa bỏ lỗi lầm. Nhưng Dương thị lại càng hằn học trong lòng, không kiêng nể gì nữa. Lê Thái Tông cho là Dương thị đã cố tình như vậy, thì con bà đẻ ra chưa chắc đã là người khá, mới giáng bà xuống làm thứ nhân, rồi xuống chiếu công bố cho thiên hạ biết là ngôi Thái tử chưa định.
Ngày mồng 9 tháng 5, năm Tân Dậu (1441), Hoàng tử Lê Bang Cơ con của Nguyễn Thần phi (Nguyễn Thị Anh) sinh. Thái Tông Hoàng đế rất mừng, tháng 11 cùng năm, Hoàng đế liền lập Lê Bang Cơ làm Hoàng thái tử, phong Trưởng hoàng tử Lê Nghi Dân làm Lạng Sơn vương (諒山王), Nhị hoàng tử Lê Khắc Xương (黎克昌) làm Tân Bình vương (新平王).
Ngày mồng 4 tháng 8, năm Nhâm Tuất (1442), vua Lê Thái Tông đột ngột mất ở Lệ Chi viên. Các đại thần là Trịnh Khả, Nguyễn Xí, Lê Thụ nhận di mệnh cùng với bọn Đinh Liệt, Lê Bôi tôn Hoàng thái tử Bang Cơ lên ngôi, tức Lê Nhân Tông. Lúc ấy, Hoàng đế mới hơn 1 tuổi, Thần phi Nguyễn thị được tôn làm Hoàng thái hậu để nhiếp chính.

## Binh biến Duyên Ninh
Lê Nghi Dân nhỏ dần, ngầm nuôi chí khác, nhòm ngó Hoàng đế. Bấy giờ, Lê Nhân Tông vốn tính tình nhân từ, luôn coi Nghi Dân là chỗ thân tình nên không nghi ngờ gì.
Ngày 3 tháng 10 năm Kỷ Mão (1459) Lê Nghi Dân cùng viên chỉ huy sứ Lê Đắc Ninh, là người chỉ huy vệ binh làm nội úng, cùng các thủ hạ tin cậy là Phạm Đồn, Phan Ban, Trần Lăng và hơn 100 quân ban đêm bắc thang chia làm ba đường vào cung cấm giết chết Lê Nhân Tông ở tử điện. Hôm sau, nhóm quân đó cứu lấy Hoàng thái hậu.

## Thiên Hưng đế
Ngày mồng 7 tháng 10, Lạng Sơn vương Lê Nghi Dân lên ngôi Hoàng đế, đại xá, đổi niên hiệu là Thiên Hưng (天興). Ban ân rộng rãi cho các quan văn võ trong ngoài, mỗi người được thăng 1 tư. Trong tháng đó, Nghi Dân sai Nguyễn Như Đổ, Lê Cảnh Huy đi triều cống nhà Minh và xin bỏ việc mò ngọc trai. Sau đó ông lại cử Trần Phong, Lương Như Hộc sang xin Minh Anh Tông phong chức.
Ban tờ đại xá, lời văn rằng:
| “                                                          | Trẫm là con trưởng của Thái Tông Văn Hoàng đế, trước đây đã được phong là Hoàng thái tử, giữ ngôi chính ở Đông cung. Chẳng may Tiên đế đi tuần miền đông, bỗng băng ở bên ngoài. Nguyễn Thái hậu muốn giữ vững quyền vị, ngầm sai nội quan Tạ Thanh dựng Bang Cơ làm đế, bắt Trẫm làm phiên vương xứ Lạng Sơn. Sau Tạ Thanh tiết lộ việc ấy, lây đến cả Thái úy Trịnh Khả và Tư không Trịnh Khắc Phục, Thái hậu bắt giết cả đi để diệt khẩu. Cho nên từ đó đến giờ, hạn hán sâu bệnh liên tiếp xảy ra, tai dị luôn luôn xuất hiện, đói kém tràn lan, trăm họ cùng khốn. Diên Ninh tự biết mình không phải là con của tiên đế, hơn nữa lòng người ly tán, nên ngày mồng 3, tháng 10 năm nay, đã ra lệnh cho Trẫm lên thay ngôi báu. Trẫm nhờ người trông xuống, tổ tông phù hộ, cùng các vương, đại thần, các quan văn võ trong ngoài đồng lòng suy tôn, xin trẫm nên nối đại thống, hai ba lần khuyên mời, trẫm bất đắc dĩ đã lên ngôi vào ngày mồng 7, tháng 10 năm nay, đổi niên hiệu là Thiên Hưng. | ” |
| — Lê Nghi Dân - Đại Việt sử ký toàn thư, Đại Việt thông sử | |   |

Tháng giêng, năm Canh Thìn (1460), Thiên Hưng đế phong Bình Nguyên vương Lê Tư Thành làm Gia vương (嘉王), Tân Bình vương Lê Khắc Xương làm Cung vương (恭王), đặc biệt cho xây phủ đệ ở bên hữu nội điện cho Gia vương Tư Thành ở.
Tháng 2 năm 1460, Nghi Dân bàn việc đặt phủ huyện, lại đặt 6 bộ, 6 khoa và các quan ở phủ, huyện, châu. Đây được coi như là thành tựu lớn nhất của ông, và chính sách này vẫn được các triều vua sau làm theo.

Về lĩnh vực tiền tệ, sau khi lên ngôi, vua Lê Nghi Dân cho đúc đồng tiền "Thiên Hưng thông bảo".

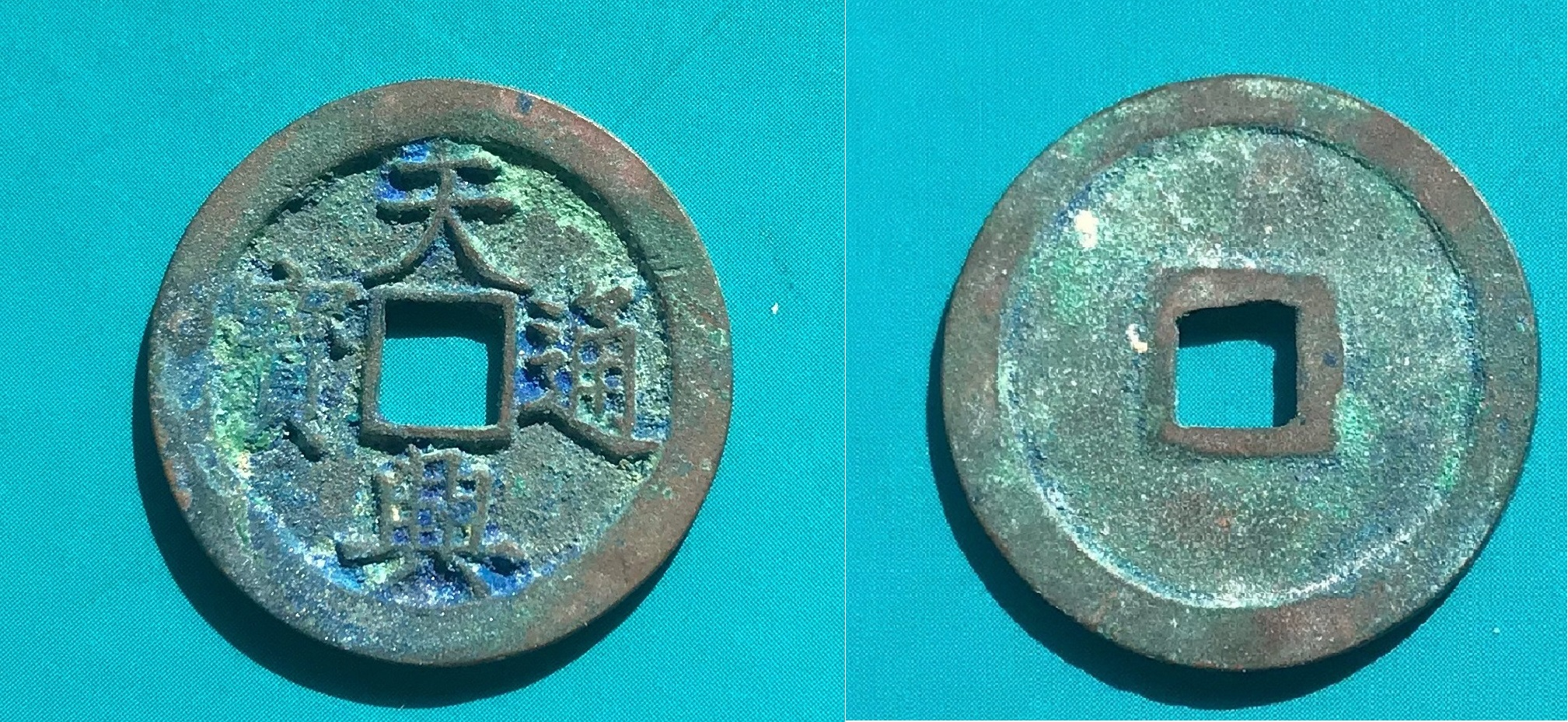
Đồng tiền Thiên Hưng thông bảo, do vua Lê Nghi Dân cho đúc

### Phế truất
Tháng 4 năm 1460, các tể tướng đại thần là Đỗ Bí, Lê Ngang, Lê Thụ, Lê Ê bí mật bàn việc lật đổ. Việc bại lộ, tất cả đều bị bắt giết. Sau lần đó, Lê Nghi Dân tin dùng bọn quan thần nịnh nọt không được tích sự gì, thay đổi nhiều pháp chế của đời trước, mọi người oán hờn .
Các huân hựu đại thần là Thái phó bình chương quân quốc trọng sự Á quận hầu Nguyễn Xí, Đinh Liệt, Nhập nội Kiểm hiệu Bình chương quân quốc trọng sự Á thượng hầu Lê Lăng, Tư mã tham dự triều chính Đình thượng hầu Lê Niệm, Tổng tri Ngự tiền hậu quân Á hầu Lê Nhân Thuận, Tổng tri Ngự tiền trung quân Quan nội hầu Lê Nhân Khoái, Tổng tri Ngự tiền thiện trạo doanh quân Quan phục hầu Trịnh Văn Sái, Thiêm tri Bắc đạo quân dân bạ tịch Trịnh Đạc, Điện tiền ty Đô chỉ huy Nguyễn Đức Trung, Thiết đột tả quân Đại đội trưởng Nguyễn Yên, Nhập nội Đại Hành khiển Lê Vĩnh Trường, Điện tiền ty Chỉ huy Lê Yên, Lê Giải, cùng bàn với nhau:
| “                                            | Nay Lạng Sơn vương Nghi Dân rất là vô đạo, đem bọn vô lại Phạm Đồn, Phan Ban, lợi dụng ban đêm, bắc thang trèo thành vào trong cung cấm giết vua và Quốc mẫu Hoàng thái hậu, tội ác không gì lớn bằng. Chúng ta là những bề tôi huân cựu, mắt thấy việc đó, đáng lẽ phải chết cho xã tắc, mà giờ lại ở dưới trướng của kẻ bội nghịch, đứng trong triều của kẻ cướp ngôi giết vua, là tội nhân của muôn đời, đâu còn mặt mũi nào mà trông thấy tiên đế dưới suối vàng nữa? | ” |
| — Đại Việt sử ký toàn thư, Đại Việt thông sử | |   |

Ngày 6 tháng 6 năm Tân Hợi (1460) triều đình có buổi chầu sớm. Khi tan chầu, những người định làm binh biến ngồi ngoài cửa Sùng Vũ nơi Nghị sự đường. Nguyễn Xí phát động lệnh dẫn quân vào giết các bề tôi tin cẩn của Lê Nghi Dân là Phạm Đồn, Phan Ban ở Nghị sự đường. Lê Nhân Thuận chém chết Trần Lăng, giữ chặt quân cấm binh, đóng các cửa thành. Hơn 100 người phe cánh của Lạng Sơn vương bị giết. Lê Nghi Dân bị bắt mang ra khỏi cung, bị phế truất làm Lệ Đức hầu (厲德侯) và trao cho một dải lụa bắt phải thắt cổ tự tử, lúc ấy mới 22 tuổi. Ngày hôm ấy, các đại thần cho đón Gia vương Lê Tư Thành lên ngôi, tức là vua Lê Thánh Tông.

## Nhận định
| “                                            | Nghi Dân cướp ngôi mới được 8 tháng, tin dùng bọn gian nịnh, giết hại bề tôi cũ, pháp chế của tổ tông đổi thay hết thảy, người oán trời giận! | ” |
| — Đại Việt sử ký toàn thư, Bản kỷ, quyển XII | |   |